# 蓼科東急スキー場
蓼科東急スキー場（たてしなとうきゅうスキーじょう）は、長野県茅野市にあるスキー場である。ファミリー向けスキー場で、ナイター営業は実施していない。
スノーボードは全面滑走可能。
東急リゾートタウン蓼科に開設されているスキー場であり、ホテル「蓼科東急ホテル」や、会員制ホテル「東急ハーヴェストクラブ」などの施設が併設されている。

## コース
1本のリフトのリフトに３本のコースとシンプルな構成となっている。
- リフト
  - ペアリフト1基(310m)
- コース
  - からまつコース(400m)
  - しらかばコース(400m)
  - アゼリアコース(200m)

## 交通
- 中央自動車道諏訪ICから22km
- 東日本旅客鉄道中央本線：茅野駅から東急リゾートタウン蓼科行きのシャトルバスで30分